# Буда-Броваховская
Буда-Броваховская (укр. Буда-Бровахівська) — село в Корсунь-Шевченковском районе Черкасской области Украины.
Население по переписи 2001 года составляло 113 человек. Почтовый индекс — 19420. Телефонный код — 4735.

## Местный совет
19420, Черкасская обл., Корсунь-Шевченковский р-н, с. Бровахи